# Austrolecia antarctica
Austrolecia antarctica är en lavart som beskrevs av Hertel. Austrolecia antarctica ingår i släktet Austrolecia och familjen Catillariaceae.   Inga underarter finns listade i Catalogue of Life.